# Limonoïde

Structure chimique de la limonine.

Les limonoïdes sont des composés phytochimiques, abondants dans les agrumes et autres plantes de la famille des Rutacées et Méliacées.
Les limonoïdes sont à l'étude pour une grande variété d'effets thérapeutiques (antiviral, antifongique, antibactérien, antinéoplasique et des médicaments antipaludiques).
Les limonoïdes peuvent être responsables de la saveur amère des fruits dont ils sont composés.

## Famille moléculaire
- Tétranortriterpènes (en général quatre cycles à six atomes et un cycle de furane).
  - La limonine (en) et la nomiline sont les principaux limonoïdes des agrumes.
  - Autres : acide iso-obacunoïque.

## Source végétale
- Pépins et albedo d'agrumes (Citrus : citron, lime…).
  - Ils sont responsables de la saveur amère et de l'odeur caractéristique des pelures d'agrumes qui en contiennent (ou être insipides).
- Huile grasse d'andiroba Carapa guianensis.

## Propriétés
- Antioxydants[1].
- Induisent les enzymes de phase II[2],[3].
- Anticancers in vitro, diminuant la prolifération de cellules cancéreuses du sein et de cellules neuroblastiques cancéreuses, inducteurs d'apoptose[4].
  - Inhibition de la croissance de différents cancers[5].
  - L’obacunone, autre limonoïde, s’est avéré efficace pour diminuer l’incidence de tumeurs du côlon.
- Synergie des limonoïdes entre eux, ou avec d’autres composés (flavonoïdes).
- Hypocholestérolémiants[6].
- Inhibition de la réplication du virus de l'immunodéficience humaine (VIH) in vitro, inhibition de l’activité de la protéase du virus[7].
- Immuno-stimulants.
- Propriétés insecticides[8].